# Sebastian Schoof
Sebastian Schoof (1980. március 22. –) német labdarúgó, az SF Troisdorf csatára.